# Макс-Мартін Шульте
Макс-Мартін Шульте (Max-Martin Schulte; 24 вересня 1915, Вупперталь — 17 травня 2000, Кіль) — німецький офіцер-підводник, капітан-лейтенант крігсмаріне.

## Біографія
В 1933 році вступив на флот. З 19 вересня по 29 грудня 1939 року — командир підводного човна U-9, з 3 січня 1940 року — U-13, на якому здійснив 4 походи (разом 65 днів у морі). 31 травня 1940 року U-13 був потоплений на південний схід від Лоустофт глибинними бомбами британського шлюпа «Вестон». Всі 26 членів екіпажу були врятовані і взяті в полон.
Всього за час бойових дій потопив 4 кораблі загальною водотоннажністю 9875 тонн і пошкодив 1 корабель водотоннажністю 6999 тонн.
| Дата           | Назва корабля                   | Тип               | Тоннаж | Вантаж            | Екіпаж | Загинули | Країна             |
| -------------- | ------------------------------- | ----------------- | ------ | ----------------- | ------ | -------- | ------------------ |
| 31 січня 1940  | Start                           | Торговий пароплав | 1,168  | 1478 тонн вугілля | 16     | 16       | Норвегія           |
| 1 лютого 1940  | Fram                            | Торговий пароплав | 2,491  | Баласт            | 23     | 9        | Швеція             |
| 17 квітня 1940 | Swainby                         | Торговий пароплав | 4,935  | Баласт            | 38     | 0        | Британська імперія |
| 26 квітня 1940 | Lily                            | Торговий пароплав | 1,281  | Каолін            | 23     | 23       | Данія              |
| 28 квітня 1940 | Scottish American (пошкоджений) | Паровий танкер    | 6,999  | 9491 тонна мазуту | ?      | 0        | Британська імперія |

## Звання
- Фенріх-цур-зее (1 липня 1934)
- Лейтенант-цур-зее (1 жовтня 1936)
- Оберлейтенант-цур-зее (1 червня 1938)
- Капітан-лейтенант (1 жовтня 1940)

## Нагороди
- Медаль «За вислугу років у Вермахті» 4-го класу (4 роки)
- Медаль «У пам'ять 1 жовтня 1938»
- Медаль «У пам'ять 22 березня 1939 року»
- Залізний хрест 2-го і 1-го класу
- Нагрудний знак підводника